# Sendy
주식회사 센디는 파일 전송과 온라인 저장소를 제공하는 클라우드 서비스 ”Sendy”를 운영/개발 하는 일본 주식회사다. 무료판은 최대 10GB까지 파일을 전송할 수 있다. 유료판 PRO와 Business에서는 한번에 최대 50GB까지 파일을 전송할 수 있으며 최대 3TB의 온라인 저장소, 패스워드 보호, 권한 설정, 멤버 활동 모니터링 등 기능이 제공된다.

모회사 Estmob Inc. 가 제공하는 파일전송 서비스 ”SendAnywhere”와 합해서 누적 3,000만 다운로드를 달성했다.2019년에는 라쿠텐 벤처스에서 누적 1,000만달러의 자금 조달을 유치.

## 개요
2019년 4월에 Google출신 Ryan Son이 주식회사 센디를 설립  .
2019년 6월에 “Sendy”를 출시
2020년 2월에 “Sendy’모바일 어플(GooglePlay/ App Store)를 출시

## 자금 조달
모회사인 Estmob Inc. 는 2014년 5월에 일본 최대 IT기업인 라쿠텐 벤처캐피탈 라쿠텐 벤처스에서 100만달러를 조달하였고 그후로도 2016년 1월에 600만 달러, 2019년에는 300만달러를 조달해서 누적 1,000만달러를 조달. 2019년에 300 만 달러를 조달 누적 1,000 만 달러를 조달하고있다 .

## 연혁

### 2019년
- 4월 - 주식회사 센디를 설립
- 6월 - Sendy서비스를 출시
- $3만 투자금을 유치(라쿠텐 벤처스)
- 누적다운로드 3,000만 돌파

### 2020년
- Sendy PRO, Sendy Business 출시
- MAU 420 만 달성